# Lucas Luna Olmos
Lucas Luna Olmos (Buenos Aires, 6 de abril de 1850 - Paraná, Entre Ríos, 29 de diciembre de 1914) fue un político argentino, gobernador de la Provincia de Formosa entre 1904 y 1906.

## Biografía
Nació un 6 de abril en Buenos Aires. Es poco lo que se sabe de su infancia. Era hijo de un estanciero y de una mulata.
Desde muy joven le interesó la política. Viajó a Córdoba donde estudió bajo los jesuitas en el Colegio Monserrat junto a Juárez Celman, pero no lo conoció. Cursó estudios de leyes y se recibió de abogado en 1874. El 6 de junio de 1880 obtuvo su doctorado.
Viajó a Formosa en 1890, y fue elegido gobernador en 1904.
En 1909 finalizado ya su mandato, viajó a Entre Ríos donde falleció el 29 de diciembre de 1914 a los 64 años.